# Државни непријатељ (филм)
Државни непријатељ (енгл. Enemy of the State) је трилер филм из 1998. године који је режирао Тони Скот. Сценарио за филм је урадио Дејвид Маркони, док главне улоге играју: Вил Смит, Џин Хекман и Џон Војт.

## Радња
Портпарол Управе за унутрашњу безбедност (УНС) Томас Брајан Рејнолдс састаје се са републиканским конгресменом Филом Хамерслијем у јавном парку како би разговарали о подршци новом антитерористичком закону који промовише амерички Конгрес, а који драматично проширује овлашћења обавештајних агенција да шпијунирају појединце и групе. Хамерсли остаје привржен укидању закона, чиме се штити приватност обичних Американаца. Али Рејнолдс жели да се закон усвоји како би се убрзало његово дуго одлагано унапређење. Не успевајући да постигне договор, Рејнолдс наређује атентат на Хамерслија симулирајући конгресменов срчани удар.
У међувремену, адвокат за радна питања Роберт Цлаитон Деан укључен је у случај који укључује мафијашког боса Пола Пинтера. Дин се састаје са својом бившом девојком Рејчел Бенкс, која ради за извесног Брила, кога Дин понекад ангажује за тајни надзор. Рејчел даје Дину траку која ће помоћи да се уразуми са Пинтером. На састанку у ресторану, Дин уцењује руљу прљавштином, али Пинтеро узима траку и захтева да Дин открије ко је направио видео траку.
Док полиција истражује место Хамерслијевог убиства, Рејнолдсови људи примећују биолога Данијела Завица како мења камере са удаљене станице за посматрање птица на другој страни језера. Када Завиц погледа снимак убиства конгресмена, одмах контактира пријатеља новинара. Након што је идентификовао Завица, Рејнолдсов тим пресреће позив и жури у Завицов стан. Завитз преноси видео на диск и сакрива га у електронски уређај за играње пре него што побегне.
У потери која је уследила, Завиц наилази на Дина, његовог старог пријатеља са факултета, у продавници доњег веша. У паници, Завиц трпа траку у Динову торбу за куповину а да он не зна и бежи. Док Завиц истрчава напоље, ударио га је ватрогасни камион и убио га. Рејнолдсов тим идентификује Дина и верује да он има траку. Прерушени у полицајце, стижу у Деанову кућу да претраже његове недавне куповине. Када Дин одбије да покаже ствари, агенти НСА одлазе, али се касније враћају у празну кућу и постављају уређаје за праћење у Динов стан и његову одећу. НСА је ширила лажне доказе о Диновој умешаности у мафију, прање новца и аферу са Рејчел. Варка уништава Динов живот: добија отказ у адвокатској фирми, а жена га избацује из куће. Када покуша да се пријави у хотел, открива да су његове платне картице неважеће и приморан је да одседне у јефтинијем мотелу.
Дин верује да Пинтеро стоји иза свега. Он верује да Брил, Рејчелин доушник, може помоћи и тражи од ње да договори састанак. НСА, пратећи његов позив, шаље варалицу да пресретне Дина. Прави Брил спасава Дина и упозорава га на прислушкивање и надзор од стране Државне безбедности. Брил преузима уређаје за праћење из Деан-ове одеће пре него што оде. Након што је Дин побегао агентима НСА, враћа се кући да упозори своју жену на ухођење и узима Завицову траку од свог сина. Дин посећује Рејчел, али је проналази мртву: агенти НСА подметнули су Дину подметнувши његову одећу у Рејчелин стан. Дин поново одлази да се састане са Брилом и они одлазе у скровиште у напуштеном складишту, где се открива да је Брил бивши НСА аналитичар за односе с јавношћу. Гледа снимак Хамерслијевог убиства и на њему идентификује Рејнолдса. Због Динове непажње, разоткривен је тајни дом аналитичара. НСА идентификује Брила и сазнаје да је његово право име Едвард Лајл.
УНБ проналази складиште и врши рацију. Лајл и Дин беже, али у току потере, снимак је уништен у пожару аутомобила. Лајл касније објашњава да је био у Ирану током револуције. Његов партнер, Рејчелин отац, је убијен, али је Лајл побегао и од тада ради у тајности, ангажујући Рејчел као курира. Лајл убеђује Дина да се сакрије, али Дин је одлучан да очисти своје име и врати свој живот.
Дин и Лајл прилазе америчком конгресмену Сему Елберту, који такође подржава закон о надзору, и снимају га са својом љубавницом користећи опрему коју је Брил претходно узео од Дина. Дин и Лајл постављају уређаје за надзор у Елбертовој хотелској соби како би их он пронашао и започео интерну истрагу о прислушкивању. Лајл затим полаже велике суме новца на Рејнолдсов банковни рачун како би то изгледало као мито, а такође се инфилтрира у Рејнолдсову кућу прерушен у електричара и поставља скривену камеру у детектор дима како би се могла пронаћи.
Лајл, прерушен у полицајца, договара састанак са Рејнолдсом како би му предао „траку“ и приморао Рејнолдса да се инкриминише снимајући признање уз Динову помоћ. План се распада јер Рејнолдс чека време на састанку док његови људи траже могућу локацију за снимање. Дин је ухваћен у покушају бекства, а Лајл је такође ухапшен. Рејнолдс притиска Брила на нишану да преда снимак. Дин блефира о локацији траке у Пинтеровом ресторану, знајући да је ресторан под присмотром ФБИ-а. Дин и Рејнолдс улазе у ресторан и састају се са Пинтером. У двоструком смислу, Дин збуњује Пинтера и Рејнолдса око две различите видео траке. Истовремено, Лајл користи трикове да натера агенте ФБИ-ја да упадну у ресторан. Сукоб случајно прераста у масакр у коме су убијени Пинтеро, Рејнолдс, већина агената НСА и мафијаши. У конфузији, прерушен у полицајца, Лајл одлази док ФБИ спасава Дина и открива целу заверу.
Конгрес САД одбацује закон како би избегао национални скандал, скривајући умешаност УНБ-а у очување репутације агенције. Дин је ослобођен свих оптужби и поново се састаје са супругом. Код куће, након што се погледа на ТВ-у, Дин тада види опроштајну поруку од Лајла у којој открива да се опушта поред мора.

## Улоге
| Глумац           | Улога                 |
| ---------------- | --------------------- |
| Вил Смит         | Роберт Дин            |
| Џин Хекман       | Едвард „Брил“ Лајл    |
| Бари Пепер       | Дејвид Прат           |
| Џон Војт         | Томас Рејнолдс        |
| Реџина Кинг      | Карла Дин             |
| Ијан Харт        | Џон Бингам            |
| Лиса Бонет       | Рејчел Бенкс          |
| Џејк Бјуси       | Краг                  |
| Скот Кан         | Џоунс                 |
| Џејми Кенеди     | Џејми Вилијамс        |
| Џејсон Ли        | Данијел Завиц         |
| Габријел Берн    | Лажни Брил            |
| Стјуарт Вилсон   | конгресмен Сем Алберт |
| Сет Грин         | NSA агент Селби       |
| Џек Блек         | Фидлер                |
| Том Сајзмор      | Поли Пинтеро          |
| Лора Кајет       | Криста Хокинс         |
| Лорен Дин        | Лорен Хикс            |
| Ден Батлер       | NSA директор Шејфер   |
| Филип Бејкер Хол | Марк Силверберг       |
| Џон Кеподис      | старији радник        |

## Зарада
- Зарада у САД - 111.549.836 $
- Зарада у иностранству - 139.100.000 $
- Зарада у свету - 250.649.836 $